# Il funerale
Il funerale (お葬式?, Osōshiki) è un film giapponese del 1984 diretto da Jūzō Itami, che ha tratto ispirazione dall'esperienza vissuta in occasione del funerale del suocero (il padre della interprete Nobuko Miyamoto).
Il film narra i preparativi per un funerale tradizionale giapponese. Mescola il dolore per la perdita di un marito e padre con le osservazioni ironiche dei personaggi mentre si preparano nei tre giorni precedenti la cerimonia.
È stato il debutto alla regia di Itami ed ha avuto un enorme successo in patria: ha vinto cinque Japanese Academy Awards nel 1985, inclusi miglior film, miglior regista e miglior attore protagonista per Tsutomu Yamazaki. Ha anche ricevuto candidature in cinque ulteriori categorie ed arrivato primo nella votazione annuale dei critici Kinema Junpo. Nel maggio 2022, la Criterion Collection ha pubblicato il film in Blu-ray in versione restaurata.

## Trama
Shinkichi Amamiya (Hideji Otaki) è un uomo difficile di 69 anni, ex gestore di un bordello nel secondo dopoguerra, sposato con Kikue (Kin Sugai). Muore improvvisamente per un infarto e tocca alla figlia Chizuko (Nobuko Miyamoto) e al genero Wabisuke Inoue (Tsutomu Yamazaki) organizzare il funerale a casa loro.
Fra le altre cose, la famiglia deve scegliere la bara, rivolgersi a un sacerdote buddhista, fare la veglia, imparare le formalità dell'etichetta e tenere il servizio funebre stesso.
Nei tre giorni di preparazione emergono tensioni familiari quali il risentimento di uno zio ricco e avaro, la relazione clandestina di Inoue con una donna più giovane e una possibile tresca che il defunto potrebbe aver avuto. Chizuko stessa, nonostante si impegni al massimo per far fronte a ogni responsabilità, ammette con amarezza che il padre le diede il nome della sua prostituta preferita.
Dopo l'elogio funebre, la vedova sofferente pronuncia un discorso dignitoso alla famiglia, duolendosi che il personale ospedaliero non le ha lasciato trascorrere col marito gli ultimi istanti di vita.

## Cast
- Tsutomu Yamazaki: Wabisuke Inoue, attore
- Nobuko Miyamoto: Chizuko Amamiya, attrice, moglie di Inoue e figlia di Shinkichi e Kikue
- Kin Sugai: Kikue Amamiya, moglie e poi vedova di Shinkichi
- Hideji Ōtaki: Shokichi Amamiya, fratello maggiore di Shinkichi
- Kōen Okumura: Shinkichi Amamiya, il defunto
- Chikako Yuri: Ayako, sorella minore di Chizuko
- Hidegazu Nagae: Kiichi, marito di Ayako
- Harina Nakase: Yoshiko Saitō, l'amante di Inoue